# El rey pálido
El rey pálido es una novela inacabada de David Foster Wallace, publicada póstumamente el 15 de abril de 2011.  Fue planeada como la tercera novela de Wallace, y la primera desde La Broma Infinita en 1996, pero no estuvo terminada en el momento de su muerte.  Antes de su suicidio en 2008, Wallace organizó el manuscrito y los archivos de la novela en un lugar donde podrían ser encontrados por su viuda, Karen Green, y su agente, Bonnie Nadell. Ese material fue compilado por su amigo y editor Michael Pietsch en la forma que finalmente se publicó. Wallace había estado trabajando en la novela durante más de una década. Aunque incompleta, El Rey Pálido es una obra extensa, con 50 capítulos de extensión variable que suman un total de más de 500 páginas en su formato original.
La edición en español fue publicada en noviembre de 2011 por la Editorial Mondadori, contando con la traducción de Javier Calvo Perales.
La novela fue una de las tres finalistas del Premio Pulitzer de Ficción de 2012, pero ese año no se entregó ningún premio.

## Descripción general
Como gran parte de la obra de Wallace, la novela se resiste a un resumen directo. Cada capítulo es prácticamente independiente, conteniendo pasajes que abarcan desde diálogos directos entre compañeros de trabajo sobre educación cívica o cartografía, hasta fragmentos del código tributario de Illinois de 1985 y emotivos retratos sensoriales de los personajes. Muchos de los capítulos relatan las experiencias de un puñado de empleados del Servicio de Impuestos Internos en Peoria, Illinois en 1985. Uno de los personajes se llama David Wallace, pero es una contraparte en gran medida ficticia del autor y no el punto central de la novela. Pietsch calificó la organización del manuscrito como «un desafío  como ninguno al que me haya enfrentado jamás». 
El ficticio "Prólogo del autor" es el capítulo 9 y es el lugar de la novela donde las notas a pie de página, características de Wallace, aparecen con mayor frecuencia. En este capítulo, Wallce introduce la "molesta paradoja" de que la única ficción auténtica en el libro es el descargo de responsabilidad incluido en la página de derechos de autor, que establece que "[l]o que sigue es una obra de ficción", aunque al mismo tiempo reconoce que este prólogo del autor, en sí mismo, está definido por ese descargo de responsabilidad como ficticio. Además, en el contexto de la misma paradoja autorreferencial, afirma que «El Rey Pálido es [...] una especie de autobiografía vocacional» y que «si algo no es este libro es una especie de chascarrillo ingenioso y metaficticio». Otros personajes principales incluyen a Lane Dean Jr., Claude Sylvanshine, David Cusk y Leonard Stecyk, hombres atraídos por razones muy diferentes a una carrera en el Servicio de Impuestos Internos.

## Redacción, edición y publicación
Wallace comenzó a investigar y documentarse para El Rey Pálido en 1997, después de la publicación de La Broma Infinita . Comenzó a escribir el libro alrededor del año 2000.  La novela (o la "cosa larga", término habitual de Wallace para referirse ella) tuvo numerosos títulos provisionales a lo largo de este período, entre ellos Glitterer [Encandilador], SJF (Sir John Feelgood), Net of Gems [Redes de Gemas],  y What Is Peoria For? [¿Para qué sirve Peoria?]
En 2007, Wallace estimó que la novela estaba, aproximadamente, un tercio completa.  Uno de los cuadernos encontrado por su viuda, Karen Green (que diseñó la portada de la edición estadounidense ), sugería una posible dirección para la trama de la novela: «[...] un grupo malvado dentro del Servicio de Impuestos Internos está tratando de robar los secretos de un agente con particulares dotades para mantener un estado elevado de concentración». Se desconoce cuál era la intención final de Wallace para la trama. 
Durante sus últimas horas, Wallace había «organizado el manuscrito para que su esposa pudiera encontrarlo. Debajo de él, alrededor, en sus dos computadoras, en viejos disquetes, en sus cajones había cientos de otras páginas: borradores, bosquejos de personajes, notas para sí mismo, fragmentos que habían eludido su intento de integrarlos en la novela».  En su blog, Kathleen Fitzpatrick informó que el manuscrito original de El Rey Pálido editado por Michael Pietsch empezó con «más de 1000 páginas [...] en 150 capítulos únicos».  La edición original publicada en inglés tiene 540 páginas y 50 capítulos, mientras que la edición de bolsillo incluye cuatro escenas adicionales que suman un total de 23 páginas extra.
El 14 de septiembre de 2010, Pietsch anunció la fecha de publicación de la novela y dio más información sobre su trama, diciendo que el libro «toma acontecimientos cotidianos agobiantes como esperar en una cola, atascos de tráfico y horribles viajes en autobús —cosas que todos odiamos— y los convierte en momentos de risa y comprensión», un tema que Wallace abordó en su discurso de graduación de 2005 en el Kenyon College.  Pietsch añadió que «aunque David no terminó la novela, es una experiencia de lectura sorprendentemente completa y satisfactoria, que muestra sus extraordinarios talentos imaginativos y su mezcla de comedia y profunda tristeza en escenas de la vida cotidiana». 
Aunque Little, Brown and Company fijó la fecha de publicación de la edición original de El Rey Pálido para el 15 de abril de 2011 (día de declaración de la renta en Estados Unidos), a Amazon.com y Barnes & Noble se les permitió vender copias de la novela a través de sus sitios web desde el 22 de marzo de 2011. Esto provocó la protesta de muchos propietarios de librerías, que sintieron que se les colocaba en una desventaja injusta. Little, Brown defendió la división de fechas, sosteniendo que era una práctica común. 

## Temas
Richard Rayner escribió en el diario Los Angeles Times que los temas El Rey Pálido son «la soledad, la depresión y el aburrimiento que es la agobiante base de la vida humana, "la soledad, la depresión y el hastío que es el lecho de roca agonizante de la vida humana, "el tipo más profundo de dolor que siempre está ahí, aunque sólo sea de una manera tenue, y del que la mayoría de nosotros pasamos casi todo nuestro tiempo y energía tratando de distraernos" [citando a Wallace]... El Rey Pálido se atreve a sumergir a los lectores en este infierno dantesco del "aburrimiento aplastante", sugiriendo que puede haber algo bueno más allá». 
El tema central de la novela refleja el del famoso discurso de graduación de Wallace en el Kenyon College en 2005,  en el que alentó a su audiencia a ser «lo suficientemente conscientes y atentos como para elegir a qué prestar atención y elegir cómo construir significado a partir de la experiencia». 

## Recepción
Jonathan Segura escribió en Publishers Weekly que El Rey Pálido «no es la obra monumental que define una era y que todos hemos estado esperando desde que La Broma Infinita alteró el panorama de la ficción estadounidense», pero agregó que es «un texto extraordinario y un valeroso homenaje al difunto Wallace». 
En Esquire, Benjamin Alsup escribió que El Rey Pálido es una «pseudo-autobiografía incompleta y extrañamente fragmentada» que es «frustrantemente difícil en algunos lugares» y «llena de baches narrativos en falsos comienzos y callejones sin salida». A pesar de eso, Alsup afirmó que «deberías leer El Rey Pálido». Si bien admitió que la novela no es convencionalmente apasionante en términos de narrativa, afirmó que «Si te mantiene despierto por la noche, no será porque tengas que saber qué sucede a continuación. Si estás despierto, lo estarás porque DFW escribe oraciones y, a veces, páginas enteras que te hacen sentir que no puedes respirar». 
Lev Grossman, escribió en Time que «si bien El Rey Pálido no es una obra terminada, es, por lo menos, un texto notable, de ninguna manera es un truco publicitario o un intento de sacar provecho de la fama póstuma de Wallace. A pesar de su estado destrozado y su temática poco prometedora, o posiblemente debido a ellos, El Rey Pálido representa el mejor trabajo de Wallace como novelista». 
En The New York Times, Michiko Kakutani escribió que «[El Rey Pálido] parece menos un manuscrito incompleto que un compendio tosco de los temas, preocupaciones y técnicas narrativas que han distinguido la obra [de Wallace] desde el inicio». Describió la novela como «impresionantemente brillante y asombrosamente aburrida: divertida, enloquecedora y elegíaca», y predijo que «El Rey Pálido será examinado minuciosamente por los fanáticos acérrimos por la reflexiva luz que arroja sobre la obra de Wallace y su vida» y también «atraerá la atención de los recién llegados, brindándoles una ventana –aunque sea una ventana imperfecta– a la visión de la condición humana de este escritor de inmenso talento, vivida en medio de la América central». Kakutani afirmó que es la «obra más inmediata desde el punto de vista emocional» de Wallace. 
John Jeremiah Sullivan escribió una larga y admirativa apreciación de la novela en la revista GQ . 
El libro de David Hering, David Foster Wallace: Fiction and Form [David Foster Wallace: Ficción y Forma], incluye una extensa sección sobre la evolución de la novela desde su génesis hasta la versión final editada por Michael Pietsch. Parte de esta sección fue publicada en Los Angeles Review of Books en septiembre de 2016. 
La novela fue una de las tres finalistas del Premio Pulitzer de Ficción de 2012, pero ese año no se otorgó ningún premio. 

## Extractos publicados
Varios extractos de El Rey Pálido aparecieron en revistas antes de la publicación del libro:
- «Peoria (4)», en la edición de otoño de 2002 de TriQuarterly
- «Good People [Buena gente]», en el número del 5 de febrero de 2007 de The New Yorker.
- «The Compliance Branch [División de Control]», en la edición de febrero de 2008 de Harper's .
- "Wiggle Room [La Sala de Pasapáginas]", en el número del 9 de marzo de 2009 de The New Yorker .
- «A new Examiner [Un nuevo examinador]», en el número de enero de 2010 de The Lifted Brow y en el número de septiembre de 2010 de Harper's .
- «Backbone [Espinazo]», en la edición del 7 de marzo de 2011 de The New Yorker .
- «The Pale King [El Rey Pálido]», un extracto del capítulo 22, en la edición del 9 de abril de 2011 de la sección Sunday Review de The Guardian .

Antes de la publicación de la novela, hubo algunas especulaciones sobre que dos de los cuentos incluidos en Extinción — Encarnaciones de Niños Quemados y El Alma no Es una Herrería— podrían haber sido capítulos de El Rey Pálido que no aparecieron en el libro final; el estudioso de Wallace, Nick Maniatis, afirmó que Encarnaciones de Niños Quemados fue parte de «algunos de los primeros capítulos de El Rey Pálido».  También se consideró que el cuento All That [Todo Aquello], publicado en el número del 14 de diciembre de 2009 de The New Yorker, era un capítulo de El Rey Pálido que no aparece en la edición final.